# 純情応援歌
『純情応援歌』（じゅんじょうおうえんか）は、岩手朝日テレビで放送されているテレビ番組である（制作協力：岩手県高野連）。
実際のタイトルは『純情応援歌20xx〜生徒がつくった学校紹介〜』である。

## 概要
毎年6月上旬頃から7月上旬頃にかけて放送。岩手朝日テレビ開局日（1996年10月1日）の翌年、1997年第79回大会の放映権獲得（実況中継開始）と同時に始まった。
その年の岩手県内における夏の高校野球注目校を毎日2校ずつ紹介する形式だが、学校とその野球部紹介VTRは生徒自身で制作・応募するのが最大の特徴である。毎年4月以降に作品の募集（告知CMの放送）を開始。集まった作品はIATのスタッフにより事前に審査され、優秀作品から順番に電波へと乗せていく。なお、応募校数、紹介校数、参加校数の3者は必ずしも一致しない。
かつては『IATスーパーJチャンネル』および『楽茶間plus!!』（後の『ラクティマプラス!!』）の放送枠を20分短縮し、月曜 - 金曜 18:40 - 19:00に生放送（2006年第88回大会までは18:45開始）。県内の女子高校生をアシスタントに迎え、視聴者からのファクシミリも受け付けていた。
2013年（第95回大会）からは月曜 - 木曜 18:55 - 19:00と大幅に短縮し、各校の制作したVTR3本を流すのみとなった。
2015年（第97回大会）以降は「スーパーJチャンネルいわて」の放送枠を短縮し、18:48 - 18:55枠で放送。2020年（第102回大会、この年は県独自の大会のみ）以降、18:45 - 18:55（金曜日のみ18:40 - 18:50）に延長している。
2020年10月より1年間、当番組の手法を野球部以外にも援用した番組「青春応援歌ブカツTV」が金曜日に放送されていた。

## 番組MC
- 同社アナウンサー（2名が交代で務める）

## 関連番組
- 夏の高校野球岩手大会実況中継
- 全国高等学校野球選手権岩手大会